# النوبة (النادرة)

تعديل مصدري - تعديل

النوبة هي إحدى قرى عزلة المفتاح الأعلى بمديرية النادرة التابعة لمحافظة إب، بلغ تعداد سكانها 692 نسمة حسب تعداد اليمن لعام 2004.